# Sojuz TM-18
La Sojuz TM-18 è stata la 18ª missione diretta verso la stazione spaziale russa Mir.

## Equipaggio
| Ruolo                  | Equipaggio al lancio                                  | Equipaggio all'atterraggio                      |
| ---------------------- | ----------------------------------------------------- | ----------------------------------------------- |
| Comandante             | Viktor Afanas'ev, Roscosmos Mir 15 Secondo volo       | Viktor Afanas'ev, Roscosmos Mir 15 Secondo volo |
| Ingegnere di volo      | Jurij Usačëv, Roscosmos Mir 15 Primo volo             | Jurij Usačëv, Roscosmos Mir 15 Primo volo       |
| Cosmonauta Ricercatore | Valerij Poljakov, Roscosmos Mir 15/16/17 Secondo volo | —                                               |

### Equipaggio di riserva
| Ruolo                  | Equipaggio                  | Equipaggio                  |
| ---------------------- | --------------------------- | --------------------------- |
| Comandante             | Jurij Malenčenko, Roscosmos | Jurij Malenčenko, Roscosmos |
| Ingegnere di volo      | Talğat Musabaev, Roscosmos  | Talğat Musabaev, Roscosmos  |
| Cosmonauta Ricercatore | German Arzamazov, Roscosmos | German Arzamazov, Roscosmos |

## Parametri della missione
- Massa: 7.150 kg
- Perigeo: 244 km
- Apogeo: 335 km
- Inclinazione: 51,6°
- Periodo: 1 ora, 30 minuti e 6 secondi